# Peter Barrett
Peter Barrett (20 de fevereiro de 1935 — 17 de dezembro de 2000) é um velejador estadunidense, campeão olímpico.

## Carreira
Barrett consagrou-se campeão olímpico ao vencer a série de regatas da classe Star nos Jogos Olímpicos de Verão de 1968 na Cidade do México ao lado de Lowell North como tripulantes do North Star.